# バーナード・コーエン (作家)

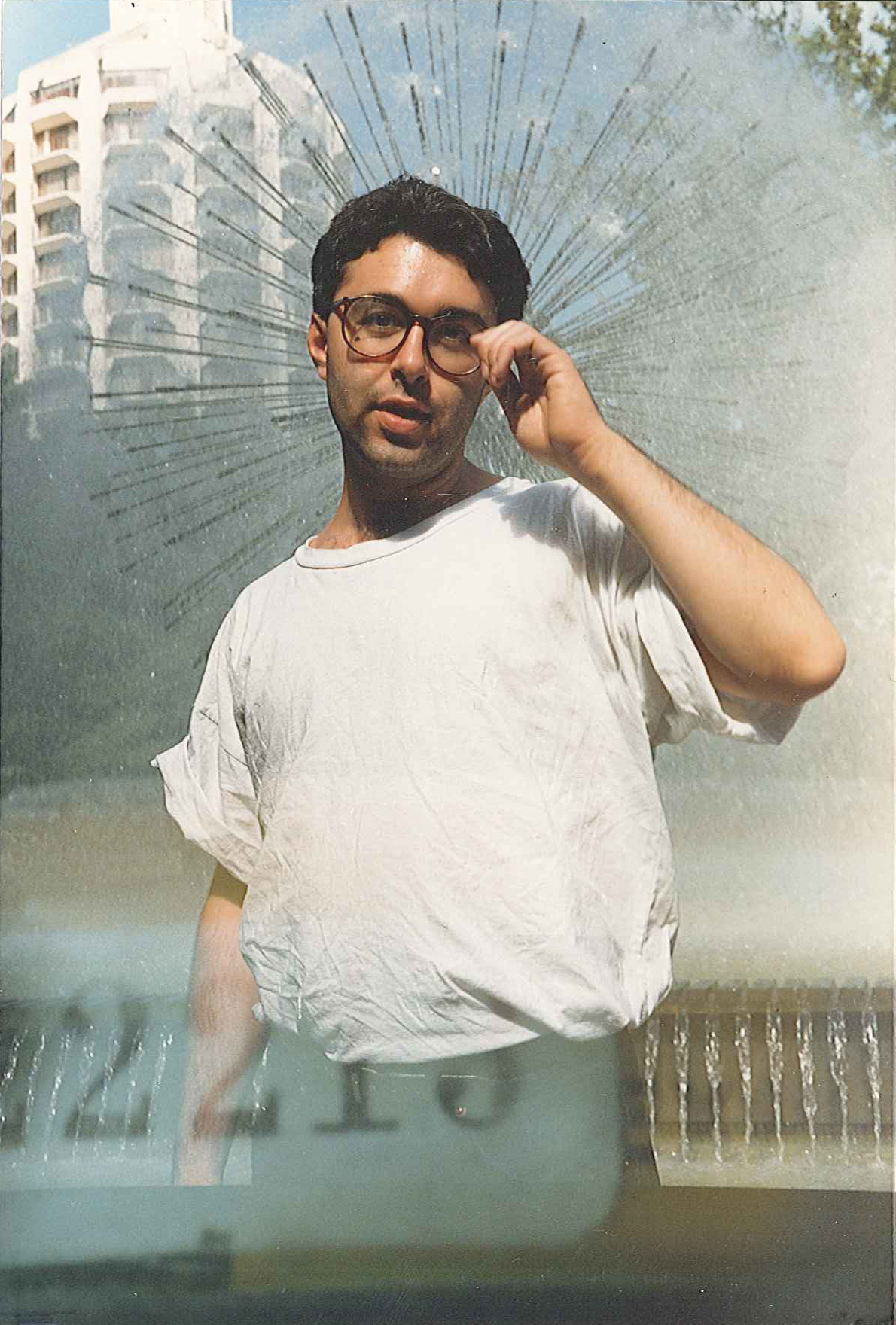
バーナード・コーエン、シドニーのキングス・クロスで1990年に撮影。

バーナード・コーエン（Bernard Cohen、1963年 - ）は、オーストラリアの作家、小説5冊と子ども向け絵本1冊の著者。
コーエンは、1996年のオーストラリアン/ヴォーゲル文学賞を受賞し、『シドニー・モーニング・ヘラルド』紙によるオーストラリア最優秀青年小説家には3度選出され、さらに、2001年のイングランド芸術評議会作家賞を受賞しており、シドニー工科大学の1997年に最も活躍した卒業生 (Alumnus of the Year 1997) にも選ばれている。2006年、コーエンは、ニューサウスウェールズ州の子どもたちを対象とし、さらにインターネットを介して、創造的作文プログラムを運営する「ザ・ライティング・ワークショップ (The Writing Workshop)」を創設した。コーエンの短編作品は、『Penguin Century of Australian Stories』、『Best Australian Stories 2002』、『Best Australian Stories 2009』。『Picador New Writing』など、広く様々なアンソロジーに収録されている。1990年から1991年にかけて、コーエンは文学雑誌『Editions Review』の共同編集人を務めた。

## 著作

### 小説
- Tourism (Picador, Sydney, 1992)
- The Blindman's Hat (Allen and Unwin, Sydney, 1997)
- Snowdome (Allen and Unwin, Sydney, 1998)
- Hardly Beach Weather (HarperCollins, Sydney, 2002)
- The Antibiography of Robert F Menzies (Fourth Estate, Sydney, 2013)

### 児童書
- Paul Needs Specs, illustrated by Geoff Kelly (Penguin, Melbourne, 2003; Kane/Miller, La Jolla, California 2004; Booxen, Seoul, 2011)

### その他
- Speedfactory co-authored with John Kinsella, McKenzie Wark and Terri-ann White (Fremantle Arts Centre Press, Fremantle, 2002)
- Foreign Logics CD-ROM, collaboration with David Bickerstaff (DA2 digital arts development agency, Bristol 2001; Institute of Contemporary Art (ICA London) New Media work of the month, September 2001)
- Analects zine co-authored with Brent Clough (self-published, Sydney, 1988)